# Гонзага, Антонио Ферранте
Антонио Ферранте Гонзага (итал. Antonio Ferrante Gonzaga, 9 декабря 1687, Гвасталла, Реджо-Эмилия — 16 апреля 1729, Гвасталла, Реджо-Эмилия) — герцог Гвасталлы в 1714—1729 годах.

## Биография
Сын герцога Гвасталлы Винченцо Гонзага и Марии Виктории Гонзага. Сестра — Элеонора Луиза Гонзага, которая была замужем за Франческо Марией Медичи, герцогом Ровере и Монтефельтре. Антонио Ферранте наследовал отцу в 1714 году.
Был помолвлен с Марией Каролиной Собеской, внучкой Яна III Собеского, но Мария Каролина (известная как Шарлотта) отказалась.
Женился на Маргарите Чезарини; позже в 1727 году в Дармштадте он вступил во второй брак с ландграфиней Теодорой Гессен-Дармштадтской (1706—1784 года), дочерью Филиппа Гессен-Дармштадтского и внучкой Людвига VI, ландграфа Гессен-Дармштадтского. Оба брака были бездетными.
Антонио Ферранте сгорел заживо в результате несчастного случая в Гвасталле. После его смерти герцогство перешло к его младшему брату Джузеппе Гонзага.